# Acrocyanose

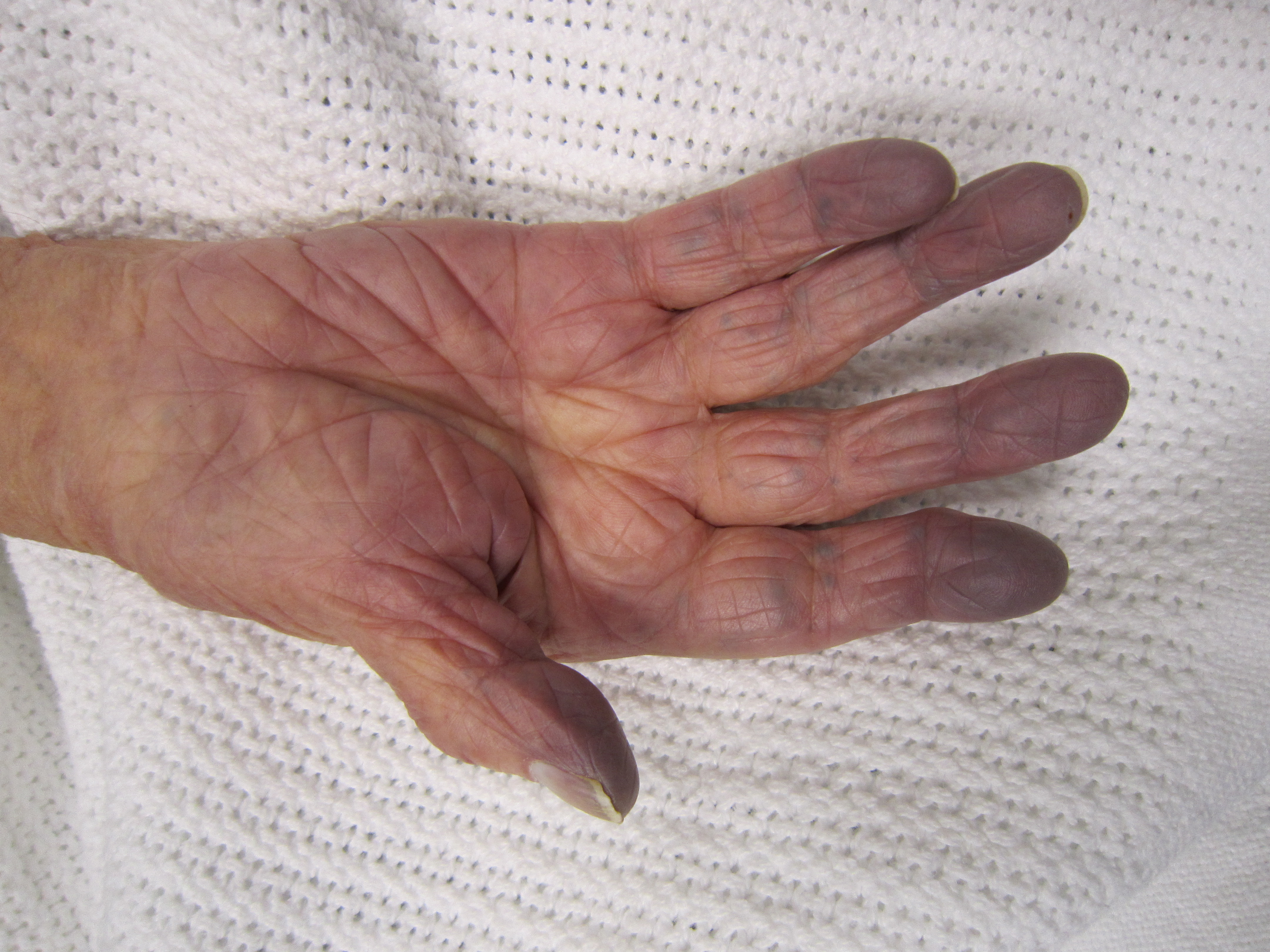
Symptômes d'acrocyanose.

L'acrocyanose est un acrosyndrome vasculaire permanent. Il provoque des extrémités froides, bleues et moites, surtout en hiver.
L'acrocyanose est différente de la maladie de Raynaud qui est paroxystique (elle apparaît par crises).

## Clinique
L'acrocyanose (aussi : acroasphyxie , acroasphyxie ou acrocyanose ) fait référence à une décoloration bleue (cyanose) des appendices du corps (acra) , tels que les doigts , les orteils , le nez et les oreilles , qui survient principalement chez les jeunes femmes. D'autres caractéristiques incluent une peau froide et humide, éventuellement un gonflement pâteux et des paresthésies . Si la décoloration est repoussée, lorsqu'elle sera libérée elle réapparaît depuis la périphérie . C'est ce qu'on appelle le « phénomène du diaphragme de l'iris  ».
Une forme chronique est également connue sous le nom de syndrome de Cassirer ou syndrome de Cassirer-Crocq (latin : Acroasphyxia chronica hypertrophica) du nom du neurologue allemand Richard Cassirer,.

## Causes
Des températures comprises entre 15 °C et 18 °C déclenchent l'acrocyanose. 
L'acrocyanose est également un symptôme de maladies cardiaques et pulmonaires (par exemple la réaction d'Eisenmenger ) ainsi que de cryoglobulinémie et d'anorexie mentale .

## Physiopathologie
En raison des basses températures, les artérioles des muscles acraux se contractent plus que la normale, ce qui entraîne un manque de sang riche en oxygène . Les symptômes sont également appelés acrocyanose vasonévrotique. La prédominance d’un sang pauvre en oxygène fait bleuir les doigts et les orteils. Les agglutinines froides réagissent avec les globules rouges lorsqu'il fait froid et conduisent à des amas réversibles, qui peuvent alors bloquer temporairement les petits vaisseaux sanguins.

## Diagnostic
L'acrocyanose est diagnostiquée cliniquement, sur la base d'antécédents médicaux et d'un examen physique. Les pouls périphériques normaux excluent la maladie artérielle occlusive périphérique, où le rétrécissement artériel limite le flux sanguin vers les extrémités. 
L'oxymétrie de pouls montre une saturation en oxygène normale. 
Contrairement au phénomène de Raynaud, la cyanose est persistante. De plus, il n’y a généralement pas de changements trophiques cutanés associés, de douleur localisée ou d’ulcérations.

## Traitement
Il n'existe pas de traitement médical ou chirurgical standard pour l'acrocyanose, et le traitement, autre que le réconfort et l'évitement du froid, est généralement inutile. Le patient est rassuré sur le fait qu’aucune maladie grave n’est présente. Une sympathectomie atténuerait la cyanose en perturbant les fibres du système nerveux sympathique de la région.[3] Toutefois, une procédure aussi extrême serait rarement appropriée. Le traitement par médicaments vasoactifs n’est pas recommandé. Cependant, il n'existe aucune preuve empirique démontrant que les médicaments vasoactifs (agents α-bloquants adrénergiques ou inhibiteurs calciques) sont efficaces,.